# Almazna
Almazna (en ukrainien : Алмазна, en russe : Алма́зная, Almaznaïa) est une ville de l'oblast de Louhansk, en Ukraine. Sa population s'élevait à 4 325 habitants en 2013.

## Géographie
Almazna fait partie de l'agglomération d'Altchevsk-Kadiïvka, dans le Donbass. Elle est située à 6 km au nord-ouest de Brianka, à 7 km au sud-ouest de Kadiïvka, et à 56 km — 65 km par la route — à l'ouest de Louhansk.

## Histoire
Almazna a été fondée en 1870 et a porté le nom d'Izioum jusqu'en 1878. Almazna a le statut de ville depuis 1977.
Depuis 2014, Almazna est sous le contrôle effectif de la république populaire de Lougansk.

## Population
| 1923   | 1926   | 1939   | 1959    | 1970 | 1979   |
| ------ | ------ | ------ | ------- | ---- | ------ |
| 1 766* | 2 977* | 8 899* | 10 685* | —    | 9 747* |

| 1989   | 2001   | 2010  | 2011  | 2012  | 2013  |
| ------ | ------ | ----- | ----- | ----- | ----- |
| 7 487* | 5 061* | 4 444 | 4 384 | 4 363 | 4 325 |

## Économie
La principale entreprise d'Almazna est une usine de traverses en béton armé. L'usine sidérurgique OAO Almaznianski Metallourguitcheski Zavod (en russe : ОАО Алмазнянский металлургический завод), fondée en 1898, a été fermée en 1999.